# Colchicum chalcedonicum
Colchicum chalcedonicum là một loài thực vật có hoa trong họ Colchicaceae. Loài này được Azn. miêu tả khoa học đầu tiên năm 1897.